# Łoczyga pospolita
Łoczyga pospolita (Lapsana communis L.) – gatunek rośliny z rodziny astrowatych. Reprezentuje monotypowy rodzaj łoczyga Lapsana, aczkolwiek z powodu znacznej zmienności w niektórych ujęciach podgatunki bywają podnoszone do rangi osobnych gatunków. Zasięg szeroko ujmowanego gatunku obejmuje całą Europę, północno-zachodnią Afrykę i zachodnią Azję. W Polsce jest pospolity. Rośnie w różnych siedliskach zaroślowych i leśnych, także ruderalnych i jako chwast w uprawach.

## Morfologia

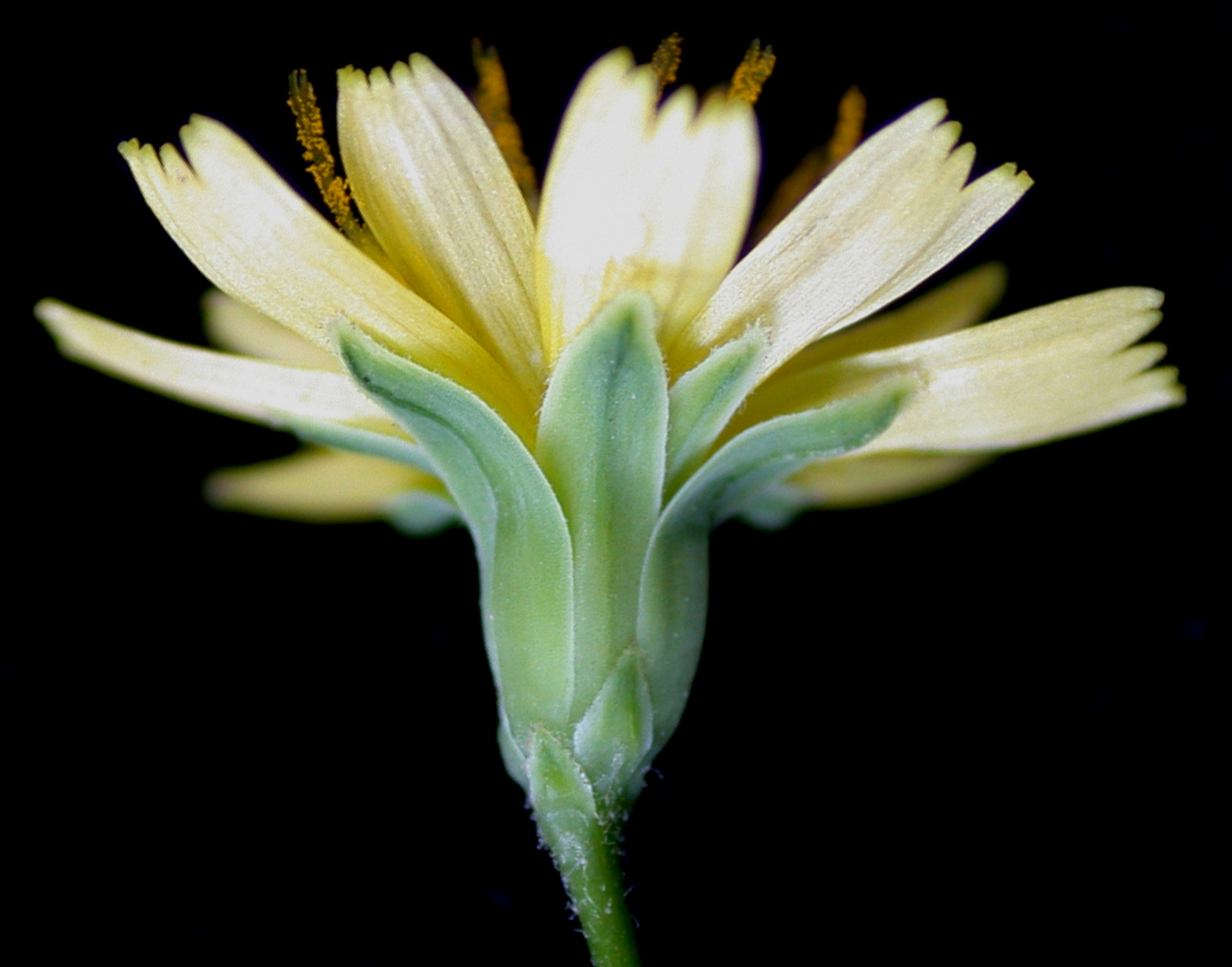
Koszyczek kwiatowy

PokrójRoślina osiąga wysokość 20–100 cm. Jest rzadko, szorstko owłosiona i zawiera sok mleczny.
ŁodygaWzniesiona, w górnej części wiechowato rozgałęziona.
LiścieDolne o lirowatym kształcie, pierzastodzielne z bardzo dużym odcinkiem środkowym. Środkowe liście podługowatojajowate lub lancetowate, ząbkowane i obejmujące nasadą łodygę, liście najwyższe całobrzegie.
KwiatyZebrane w drobne, 8–12 kwiatowe koszyczki na szczycie pędów. Wszystkie kwiaty języczkowate, jasnożółte, o długości 8–10 mm.
OwocBrunatnozielone, żeberkowane niełupki ustawione równolegle względem siebie. Mają długość do 4 mm, nie są wyposażone w pappus.

## Biologia i ekologia

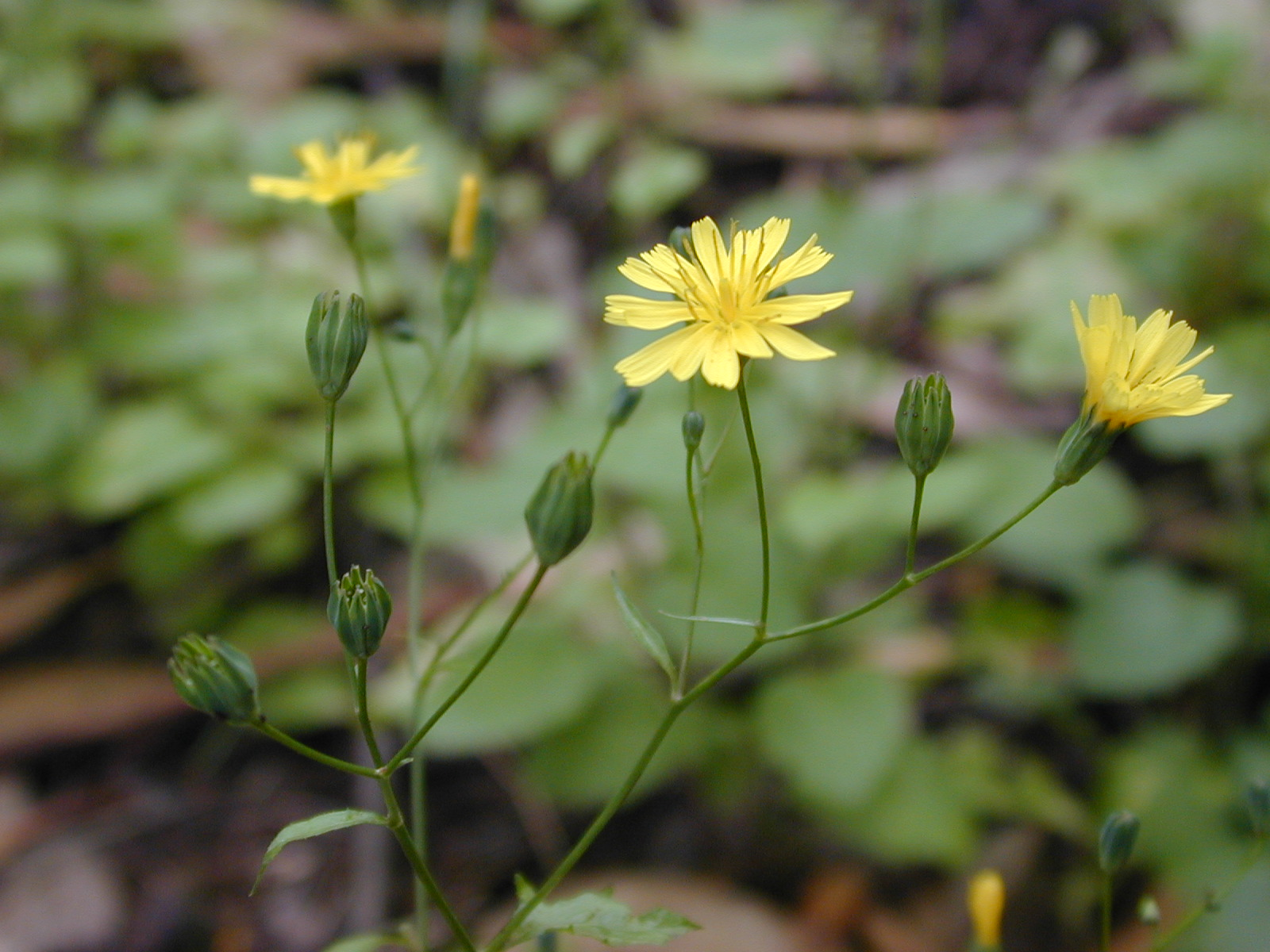
Kwiatostan złożony

Roślina jednoroczna. Siedlisko: lasy liściaste i zarośla, przydroża, pola i ogrody (chwast). W klasyfikacji zbiorowisk roślinnych gatunek charakterystyczny dla Cl. Stellarietea mediae. Kwitnie od czerwca do sierpnia, zapylana jest przez pszczoły, chrząszcze i motyle. Owoce roznoszone są przez wiatr.

## Systematyka i zmienność
Gatunek zaliczany do monotypowego rodzaju łoczyga Lapsana z podplemienia Crepidinae, plemienia Cichorieae, podrodziny Cichorioideae z rodziny astrowatych Asteraceae.
Gatunek jest bardzo zmienny, wyróżnianych jest w jego obrębie szereg podgatunków:
- Lapsana communis subsp. communis – występuje w Europie i zachodniej Azji (po Syberię i Pakistan na wschodzie)
- Lapsana communis subsp. adenophora (Boiss.) Rech.f. – występuje w południowo-wschodniej Europie (Półwysep Bałkański oraz Austria i Włochy) oraz Azja Mniejsza i Kaukaz
- Lapsana communis subsp. alpina (Boiss. & Balansa) P.D.Sell – występuje w Azji Mniejszej
- Lapsana communis subsp. grandiflora (M. Bieb.) P. D. Sell – występuje w Azji Zachodniej (Iran, Irak, Turcja i na Kaukazie)
- Lapsana communis subsp. intermedia (M. Bieb.) Hayek ≡ Lapsana intermedia M.Bieb. – występuje w środkowej Europie – od Francji po zachodnią część Rosji i od Szwecji po Włochy i Grecję oraz w południowo-zachodniej Azji na wschodzie po Iran
- Lapsana communis subsp. macrocarpa (Coss.) Nyman – występuje w północno-zachodniej Afryce (od Maroka po Tunezję)
- Lapsana communis subsp. pinnatisecta (Sommier & Levier) Greuter – występuje na Kaukazie
- Lapsana communis subsp. pisidica (Boiss. & Heldr.) Rech.f. – występuje we wschodniej części basenu Morza Śródziemnego od Grecji po Kaukaz i Jordanię

W niektórych ujęciach podgatunki bywają podnoszone do rangi odrębnych gatunków – np. subsp. intermedia na liście flory Polski ujmowana jest jako łoczyga pośrednia Lapsana intermedia.

## Zastosowanie
Zgodnie z „doktryną sygnatur” (kształt ziela sugeruje organ, który leczy), ze względu na wygląd pąków kwiatostanowych stosowano łoczygę do leczenia obolałych piersi matek.